# Магнетрон
Магнетрон је вакуумска цев велике снаге која се користила у раним радарским системима и тренутно у микроталасним пећницама и линеарним акцелераторима честица. Он генерише микроталасе користећи интеракцију струје електрона са магнетним пољем док се креће поред низа резонаторских шупљина, који су мале, отворене шупљине у металном блоку. Електрони пролазе поред шупљина и изазивају осцилацију микроталаса у унутрашњости, слично функционисању звиждаљке која производи тон када је побуђена струјом ваздуха која се дува поред свог отвора. Резонантна фреквенција распореда је одређена физичким димензијама шупљина. За разлику од других вакуумских цеви, као што су клистрон или цев прогресивног таласа (TWT), магнетрон не може да функционише као појачало за повећање интензитета примењеног микроталасног сигнала; магнетрон служи искључиво као осцилатор, генеришући микроталасни сигнал из струје једносмерне струје која се доводи у вакуумску цев.
Употреба магнетних поља као средства за контролу тока електричне струје била је подстакнута проналаском Аудиона од стране Ли де Фореста 1906. Алберт Хал из Џенерал Електрикове истраживачке лабораторије започео је развој магнетрона како би избегао де Форестове патенте, али они никада нису били потпуно успешни. Други експериментатори су прихватили Халов рад и кључни напредак, коришћење две катоде, увео је Хабан у Немачкој 1924. Даља истраживања су била ограничена све до Окабеовог јапанског рада из 1929. у коме се бележи производња сигнала таласне дужине центиметра, што је довело до интересовања широм света. Развој магнетрона са више катода предложио је А.Л. Самуел из Бел Телефон Лабораторија 1934. године, што је довело до дизајна Постумуса 1934. и Ханса Холмана 1935. Производњу су преузели Филипс, Џенерал Електрик (GEC), Телефункен и други, ограничено на око 10 W излаза. У то време клистрон је производио више снаге и магнетрон није био у широкој употреби, иако су Алексереф и Малеароф направили уређај од 300 W у СССР-у 1936. године (што је објављено 1940. године).
Магнетрон са шупљином је био радикално побољшање које су увели Џон Рендал и Хари Бут на Универзитету у Бирмингему, Енглеска 1940. године. Њихов први радни пример произвео је стотине вати на таласној дужини од 10 cm, што је у то време било достигнуће без преседана. У року од неколико недеља, инжењери у GEC-у су побољшали ово на знатно више од киловата, а за неколико месеци 25 киловата, преко 100  до 1941. су се приближавали мегавату до 1943. Импулси велике снаге су генерисани из уређаја величине мале књиге и емитовање са антене дугачке само неколико центиметара, смањујући величину практичних радарских система за више редова величине. Појавили су се нови радари за ноћне ловце, противподморничке авионе, па чак и за најмање пратеће бродове, и од тог тренутка савезници у Другом светском рату су имали предност у радарима коју њихови колеге у Немачкој и Јапану никада нису могли да досегну. До краја рата, практично сваки савезнички радар био је заснован на магнетрону.
Магнетрон је наставио да се користи у радару у послератном периоду, али је изгубио на популарности током 1960-их када су се појавили клистрони велике снаге и цеви прогресивних таласа. Кључна карактеристика магнетрона је да се његов излазни сигнал мења од импулса до импулса, и по фреквенцији и по фази. Ово га чини мање погодним за поређења импулса са импулсом за извођење индикације покретних циљева и уклањање „нереда“ са радарског дисплеја. Магнетрон је и даље у употреби у неким радарским системима, али је постао много чешћи као јефтин извор за микроталасне пећнице. У овом облику, данас је у употреби преко милијарду магнетрона.

## Рад
Електрично поље убрзава електроне на путу од катоде ка аноди. По укључењу магнетског поља управног на смјер кретања електрона, ова путања више није права већ закривљена. Погодном јачином магнетског поља могуће је постићи да се електрони крећу у круг у магнетрону, то јест да постоји обртни електронски товар. Електрони добијају своју енергију од једносмјерног извора струје, а предају је резонаторским шупљинама магнетрона.

### Конвенционални дизајн цеви
У конвенционалној електронској цеви (вакумска цев), електрони се емитују из негативно наелектрисане, загрејане компоненте која се зове катода и привлачи их позитивно наелектрисана компонента која се зове анода. Компоненте су нормално распоређене концентрично, смештене у контејнер у облику цеви из којег је евакуисан сав ваздух, тако да се електрони могу слободно кретати (отуда назив „вакумске” цеви, назване „вентили” на британском енглеском).
Ако је трећа електрода (која се зове контролна мрежа) уметнута између катоде и аноде, проток електрона између катоде и аноде може се регулисати променом напона на овој трећој електроди. Ово омогућава резултирајућој електронској цеви (названој „триода“, јер сада има три електроде) да функционише као појачало, јер ће мале варијације електричног набоја примењеног на контролну мрежу довести до идентичних варијација у много већој струји електрона који теку између катоде и аноде.

## Примена
Користе се у радарима за производњу ВВФ осцилација велике снаге, и у микроталасним пећницама гдје се ВВФ енергија усмјерава на храну која се загријава.

## Историја
Године 1910, Ханс Гердиен (1877–1951) из Сименс Корпорације је изумео магнетрон. Године 1912, швајцарски физичар Хајнрих Грејнахер је тражио нове начине за израчунавање масе електрона. Он се одлучио на систем који се састоји од диоде са цилиндричном анодом која окружује катоду у облику шипке, постављену у средину магнета. Покушај мерења масе електрона је пропао, јер није успео да постигне добар вакуум у цеви. Међутим, као део овог рада, Грејнахер је развио математичке моделе кретања електрона у укрштеним магнетним и електричним пољима.
У САД, Алберт Хал је употребио ово дело у покушају да заобиђе патенте Вестерн Електрика на триоди. Вестерн Електрик је стекао контролу над овим дизајном куповином патената Ли Де Фореста о контроли струјног тока помоћу електричних поља преко „мреже”. Хал је намеравао да користи променљиво магнетно поље, уместо електростатичког, да контролише ток електрона од катоде до аноде. Радећи у Џенерал Електриковим истраживачким лабораторијама у Шенектадију у Њујорку, Хал је направио цеви које су омогућавале пребацивање кроз контролу односа јачине магнетног и електричног поља. Објавио је неколико радова и патената о овом концепту 1921. године.
Халов магнетрон првобитно није био намењен за генерисање VHF (веома високофреквентних) електромагнетних таласа. Међутим, 1924. године, чешки физичар Аугуст Жачек (1886–1961) и немачки физичар Ерих Хабан (1892–1968) су независно открили да магнетрон може да генерише таласе од 100 мегахерца до 1 гигахерца. Жачек, професор на Карловом универзитету у Прагу, објавио је први; међутим, објавио је у малотиражном часопису и тиме привукао мало пажње. Хабан, студент Универзитета у Јени, истраживао је магнетрон за своју докторску дисертацију из 1924. године. Током 1920-их, Хал и други истраживачи широм света радили су на развоју магнетрона. Већина ових раних магнетрона биле су стаклене вакуумске цеви са више анода. Међутим, двополни магнетрон, познат и као магнетрон са подељеном анодом, имао је релативно ниску ефикасност.